# Cruciata elbrussica
Cruciata elbrussica là một loài thực vật có hoa trong họ Thiến thảo. Loài này được (Pobed.) Pobed. mô tả khoa học đầu tiên năm 1970.